# 김호근 (야구인)
김호근(1960년 6월 29일 ~)은 KBO 리그의 전 야구 선수다.
한편, 1983년 고향 팀 롯데에서 선수생활을 시작했으나 국가대표 출신 심재원에게 밀려 같은 해 12월 15일 2대 1 트레이드를 통해 삼미 유니폼을 입어 고향을 떠났지만 이적 첫 해인 1984년에는 주전 포수 김진우의 그늘에 가려 벤치 신세를 면치 못했다.
그 뒤, 1985년에는 김진우의 부상, 3년생  박명운의 부상 등 여러 가지 사정 때문에 포수진이 붕괴되어 시즌 초 주전 포수를 맡았지만 김진우의 복귀와 함께 백업으로 밀려났고 같은 해 말 공격형 포수의 보강을 위한 OB의 요청에 따라 1대 2 트레이드를 통해OB 유니폼을 입었으나 이적 첫 해인 1986년 두자릿수 홈런(10개)을 기록했을 뿐 그 이후에는 이렇다할 활약을 보이지 못했고 1990년에는 단 두 경기만 출전한 채 4월 27일 쌍방울로 현금 트레이드됐으며 1993년을 끝으로 은퇴한 뒤 한동안 프로야구계 복귀와 거리가 멀었다.
그 뒤, 쌍방울 시절인 1990년부터 1992년까지 감독으로 인연을 맺었던 김인식 감독의 부름을 받아 2006년 5월 3일 한화 2군 배터리코치를 맡으면서 프로야구계로 돌아왔는데 2009년 6월 22일 분위기 쇄신을 위해 1군 배터리코치로 보직이 변경됐으며 같은 해 말 한대화 감독이 부임하면서 생긴 개편에 따라 팀을 떠났고 2013년부터 감독을 맡았던 우경하가 불미스러운 일로 인해  감독직에서 물러난 뒤 2017년 감독대행을 맡았다가 2018년부터 감독으로 재직 중이다.

## 출신 학교
- 대연초등학교
- 동성중학교
- 부산고등학교
- 고려대학교